# Dinia mena
Dinia mena är en fjärilsart som beskrevs av Jacob Hübner 1827. Dinia mena ingår i släktet Dinia och familjen björnspinnare. Inga underarter finns listade i Catalogue of Life.